# Isaac P. Walker

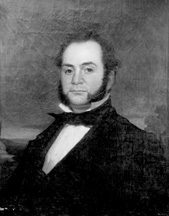
Isaac P. Walker

Isaac Pigeon Walker (* 2. November 1815 in Wheeling, Virginia, heute West Virginia; † 29. März 1872 in Milwaukee, Wisconsin) war ein US-amerikanischer Politiker der Demokratischen Partei. Von 1848 bis 1855 saß er für den US-Bundesstaat Wisconsin im US-Senat.

## Biographie
Walker wurde im damaligen Virginia geboren. Mit seiner Familie zog er 1825 nach Illinois, wo er als Rechtsanwalt in Springfield tätig war. Im Repräsentantenhaus von Illinois saß er eine Legislaturperiode. 1841 zog er dann nach Wisconsin um. In Milwaukee ließ er sich wiederum nieder, um als Anwalt tätig zu sein. 1848, als Wisconsin Bundesstaat wurde, wurde er als erster Senator, neben Henry Dodge, in den Bundessenat entsendet. 1855 schied er wieder aus.
1872 starb er in Milwaukee, wo er auch beigesetzt wurde. Sein Bruder George H. Walker war zweimal Bürgermeister von Milwaukee.